# Clash of Champions (2017)
Clash of Champions (2017) foi o segundo evento de luta profissional pay-per-view (PPV) e transmissão ao vivo do Clash of Champions produzido pela WWE. Foi realizado exclusivamente para lutadores da divisão da marca SmackDown da promoção. O evento aconteceu no dia 17 de dezembro de 2017, no TD Garden em Boston, Massachusetts. De acordo com o tema do evento, foram defendidos todos os campeonatos exclusivos do SmackDown na época. O evento foi substituído pelo Evolution em 2018, mas voltou em 2019.
Sete partidas foram disputadas no evento, incluindo uma no pré-show do Kickoff. No evento principal, AJ Styles derrotou Jinder Mahal para reter o Campeonato da WWE. Dos quatro campeonatos exclusivos do SmackDown, apenas o Campeonato dos Estados Unidos mudou de mãos, com Dolph Ziggler derrotando o atual campeão Baron Corbin e Bobby Roode em uma luta de trios na luta de abertura. Em outra partida marcante, Kevin Owens e Sami Zayn derrotaram Randy Orton e Shinsuke Nakamura para manter seus empregos em uma partida que contou com Shane McMahon e Daniel Bryan como árbitros convidados especiais.

## Produção

### Introdução

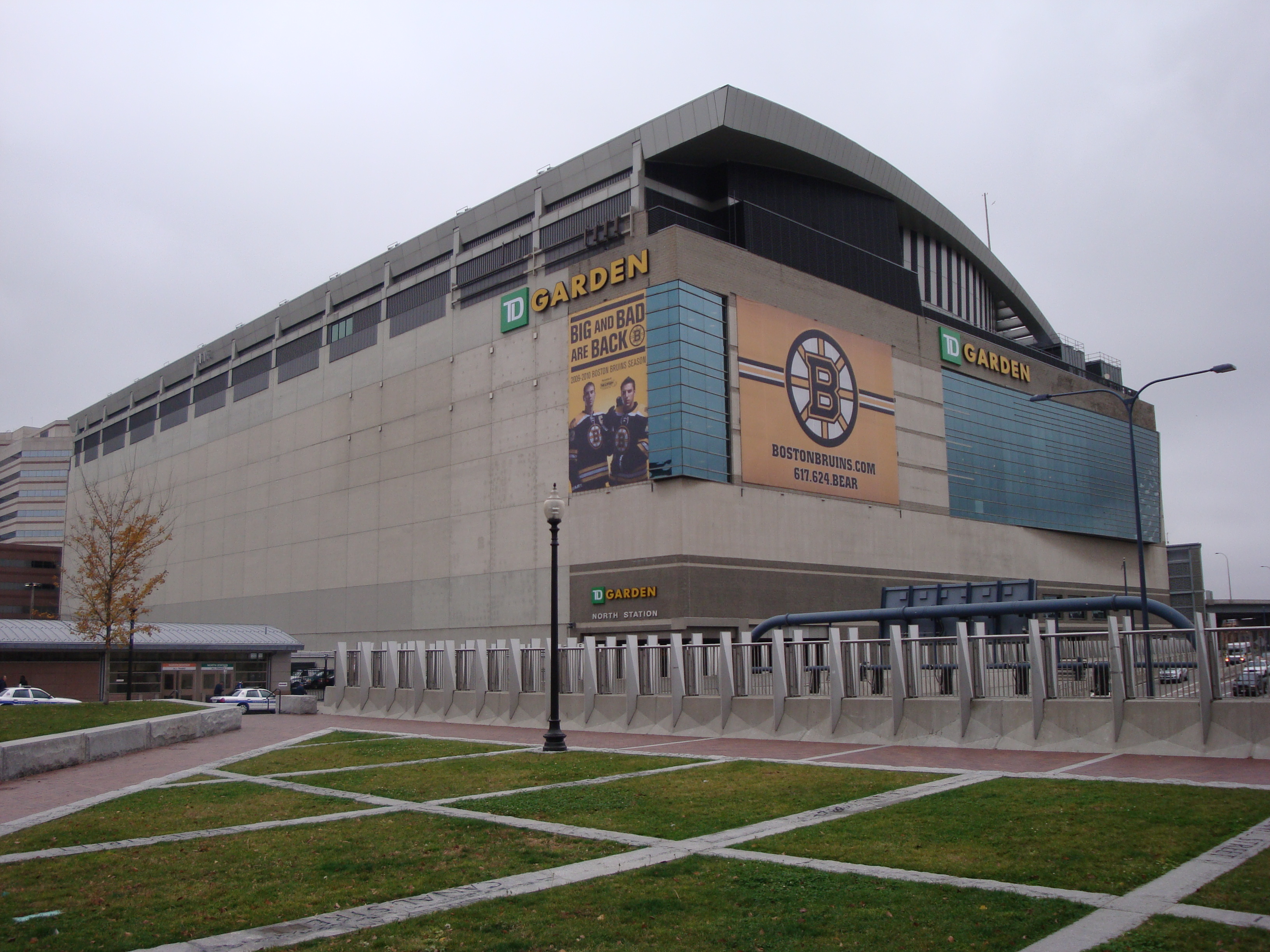
O evento foi realizado no TD Garden em Boston, Massachusetts.

Em meados de 2016, a WWE reintroduziu a extensão da marca, novamente dividindo seu elenco principal entre as marcas Raw e SmackDown, onde os lutadores eram designados exclusivamente para atuar. O Clash of Champions foi posteriormente estabelecido como um evento exclusivo do Raw naquele ano, substituindo o Night of Champions, um evento em que o conceito era que todos os principais campeonatos do plantel promovidos pela WWE na época fossem defendidos; Clash of Champions foi estabelecido em um conceito semelhante. O evento de 2017, anunciado em 15 de agosto de 2017, tornou-se um evento exclusivo do SmackDown, com todos os seus títulos da época defendidos. Estes foram o Campeonato da WWE, o Campeonato Feminino do SmackDown, o Campeonato dos Estados Unidos e o Campeonato de Duplas do SmackDown. Enquanto o evento de 2016 foi realizado em setembro, o evento de 2017 foi transferido para dezembro e aconteceu em 17 de dezembro de 2017, no TD Garden em Boston, Massachusetts. O evento foi ao ar em pay-per-view (PPV) em todo o mundo e foi transmitido ao vivo pela WWE Network. Os ingressos foram colocados à venda em 29 de setembro pela Ticketmaster.

### Rivalidades
O evento compreendeu sete partidas, incluindo uma no pré-show do Kickoff, que resultou de enredos roteirizados. Os resultados foram predeterminados pelos escritores da WWE na marca SmackDown, enquanto as histórias foram produzidas no programa de televisão semanal da WWE, SmackDown Live.
No episódio de 7 de novembro do SmackDown, AJ Styles derrotou Jinder Mahal para ganhar o Campeonato da WWE pela segunda vez. Isso resultou em Styles tomando o lugar de Mahal na luta Campeão Universal vs. Campeão da WWE no Survivor Series contra Brock Lesnar do Raw, que Styles perdeu. Mahal fez uma promo durante o Survivor Series afirmando que esperava que Styles vencesse no SmackDown, mas queria que Lesnar enfraquecesse Styles para que ele pudesse facilmente reconquistar o Campeonato da WWE. No SmackDown seguinte, Styles apareceu e dirigiu-se aos fãs da WWE. Mahal apareceu no TitanTron e desafiou Styles para uma revanche pelo campeonato no Clash of Champions, que Styles aceitou.
No episódio de 14 de novembro do SmackDown, Charlotte Flair derrotou Natalya para ganhar o Campeonato Feminino do SmackDown. Isso resultou em Flair tomando o lugar de Natalya na luta Campeã Feminina do Raw vs. Campeã Feminina do SmackDown no Survivor Series contra Alexa Bliss do Raw, que Flair venceu. Dois dias depois, no SmackDown, uma revanche pelo Campeonato Feminino do SmackDown foi agendada, mas a luta terminou em no contest depois que Flair e Natalya foram atacadas pelas estreias no elenco principal de Ruby Riott, Liv Morgan e Sarah Logan do NXT. mais tarde referido como The Riott Squad. Em 1º de dezembro no WWE.com, em homenagem ao tema do evento, Byron Saxton anunciou que Flair e Natalya teriam uma revanche pelo Campeonato Feminino do SmackDown no Clash of Champions. No episódio de 5 de dezembro do SmackDown, Carmella e Lana, em nome de Tamina, confrontaram o Gerente Geral Daniel Bryan e reclamaram de Natalya ter conseguido uma revanche pelo título. Eles foram então interrompidos pelo The Riott Squad, onde Riott também reclamaram. Devido às suas discussões, Bryan decidiu então fazer da revanche do campeonato entre Flair e Natalya uma luta de lumberjacks, com as seis mulheres servindo como lumberjacks. Na semana seguinte, Flair enfrentou Riott com Natalya nos comentários, que Flair venceu por desqualificação após Natalya atacá-la. Após a partida, Riott Squad atacou Flair. Naomi saiu para salvar, que foi adicionada como lumberjack, seguida pelas outras três lumberjacks, Carmella, Lana e Tamina, que atacaram o Riott Squad.
No episódio de 21 de novembro do SmackDown, durante a luta Lumberjack entre Big E e Kofi Kingston do The New Day e Kevin Owens e Sami Zayn, o Campeão dos Estados Unidos Baron Corbin acidentalmente atingiu Bobby Roode, o que causou uma briga entre todos os Lumberjacks. Na semana seguinte, enquanto Roode era entrevistado por Charly Caruso, Corbin interrompeu. Roode então desafiou Corbin pelo Campeonato dos Estados Unidos, mas Corbin negou seu pedido. No entanto, em 1º de dezembro, foi anunciado que Corbin defenderia o título em uma luta de trios contra Roode e Dolph Ziggler no Clash of Champions. Os três se enfrentaram nos bastidores na semana seguinte, onde Ziggler afirmou que foi adicionado porque era bicampeão mundial, pentacampeão intercontinental, ex-campeão dos Estados Unidos, e descontou com sucesso em sua maleta Money in the Bank, ao contrário Corbin, que não conseguiu fazer isso alguns meses antes.
No episódio de 10 de outubro do SmackDown, Chad Gable e Shelton Benjamin derrotaram The Hype Bros (Mojo Rawley e Zack Ryder), Breezango (Fandango e Tyler Breeze) e The Ascension (Konnor e Viktor) em uma de luta fatal four-way de duplas para determinar o desafiante número um. Gable e Benjamin receberam sua luta pelo Campeonato de Duplas do SmackDown no episódio de 7 de novembro do SmackDown e derrotaram os campeões The Usos (Jey Uso e Jimmy Uso), mas por contagem, e como resultado, The Usos manteve os títulos. Algumas semanas depois, foi anunciado que The Usos defenderia o Campeonato de Duplas do SmackDown contra The New Day e Gable e Benjamin em uma luta de trios de duplas no Clash of Champions. No episódio de 5 de dezembro, Rusev e Aiden English foram adicionados à partida depois de derrotar Big E e Kingston do The New Day, tornando-a uma luta fatal four-way de duplas.
Durante todo o verão de 2017, Kevin Owens teve problemas com o comissário Shane McMahon, o que levou a uma partida Hell in a Cell no Hell in a Cell, onde Sami Zayn apareceu e ajudou Owens a derrotar Shane. No episódio seguinte do SmackDown, Zayn explicou que durante o Superstar Shake-up, ele estava feliz por ter sido trazido para o SmackDown, que era chamado de "terra das oportunidades", mas ele nunca teve uma oportunidade, e depois que Shane ignorou seu avisando sobre enfrentar Owens, ele percebeu que Shane não se importava realmente com ele e Shane só se importava com ele mesmo e foi por isso que ele salvou Owens. Ele disse que apesar de sua história difícil, passando de melhores amigos a rivais ferrenhos, Owens ainda era seu irmão e percebeu que Owens estava certo o tempo todo em suas ações e agradeceu a Owens. Shane apareceu na semana seguinte e foi confrontado por Zayn, que disse que o eliminaria "em um segundo" se Shane quisesse competir novamente. Shane disse que eles acabariam acertando as contas, mas seu foco estava no Survivor Series. Tanto Owens quanto Zayn tiveram a oportunidade de representar o Time SmackDown no Survivor Series, mas perderam suas partidas de qualificação. No Survivor Series, Owens e Zayn atacaram Shane durante a luta de eliminação interbrand 5-contra-5 do Survivor Series contra o Time Raw, que o SmackDown acabou perdendo. Algumas semanas depois, Shane decidiu que no Clash of Champions, Owens e Zayn enfrentariam Randy Orton e um parceiro de sua escolha, que Orton revelou mais tarde seria Shinsuke Nakamura. Posteriormente, Shane se anunciou como árbitro convidado especial, ao mesmo tempo em que colocou uma estipulação adicional de que se Owens e Zayn perdessem no Clash of Champions, eles seriam demitidos da WWE. No SmackDown final antes do Clash of Champions, o Gerente Geral Daniel Bryan decidiu se adicionar como segundo árbitro convidado especial para manter a partida justa.
Durante meses no segmento “Fashion Files” de Breezango, Fandango e Tyler Breeze foram atormentados por dois indivíduos desconhecidos. Breezango pensou que poderia ter sido The Ascension (Konnor e Viktor), porém, The Ascension se juntou a Breezango e após encontrar uma pista com "2B" escrito, eles deduziram que a dupla desconhecida eram The Bludgeon Brothers, que estavam sendo promovidos. como "em breve" no SmackDown. The Bludgeon Brothers, a nova equipe dos ex-membros da Wyatt Family, Luke Harper e Erick Rowan, agora com os nomes abreviados de Harper e Rowan, estreou no episódio de 21 de novembro do SmackDown, e depois que The Ascension se "sacrificou" , eles convenceram Breezango a enfrentar os The Bludgeon Brothers no Clash of Champions.
No episódio de 21 de novembro do SmackDown, The Hype Bros (Mojo Rawley e Zack Ryder) foram derrotados pelos The Bludgeon Brothers (Harper e Rowan). Na semana seguinte, The Hype Bros perdeu para The Bludgeon Brothers mais uma vez. Após a luta, Rawley frustrado atacou Ryder. Na semana seguinte, Rawley explicou que estava indo bem como competidor individual, citando que havia vencido o André the Giant Memorial Battle Royal na WrestleMania 33 no início de abril, sem Ryder, mas depois que Ryder voltou de sua lesão em junho, ele foi arrastado de volta para retomar uma dupla com Ryder novamente. Os dois trocaram ideias nas redes sociais e no dia 12 de dezembro, Ryder desafiou Rawley para uma luta no Clash of Champions, que foi aceita por Rawley através de seu Twitter e a partida foi marcada para o pré-show do Kickoff.

## Evento
| Papel:                    | Nome:             |
| ------------------------- | ----------------- |
| Comentaristas em inglês   | Tom Phillips      |
| Comentaristas em inglês   | Corey Graves      |
| Comentaristas em inglês   | Byron Saxton      |
| Comentaristas em espanhol | Carlos Cabrera    |
| Comentaristas em espanhol | Marcelo Rodríguez |
| Comentaristas em alemão   | Tim Haber         |
| Comentaristas em alemão   | Calvin Knie       |
| Anunciador de ringue      | Greg Hamilton     |
| Árbitros                  | Jason Ayers       |
| Árbitros                  | Daniel Bryan      |
| Árbitros                  | Mike Chioda       |
| Árbitros                  | Dan Engler        |
| Árbitros                  | Shane McMahon     |
| Árbitros                  | Charles Robinson  |
| Entrevistadores           | Dasha Fuentes     |
| Entrevistadores           | Kayla Braxton     |
| Pre-show panel            | Renee Young       |
| Pre-show panel            | Sam Roberts       |
| Pre-show panel            | David Otunga      |
| Talking Smack panel       | Renee Young       |
| Talking Smack panel       | Sam Roberts       |

### Pre show
Durante o pré-show do Clash of Champions Kickoff, Mojo Rawley enfrentou seu ex-parceiro de duplas Zack Ryder. No final, Rawley executou um running forearm smash em Ryder, que estava encurralado, para a vitória.

### Lutas preliminares
O verdadeiro pay-per-view começou com o Baron Corbin defendendo o Campeonato dos Estados Unidos em uma luta de trios contra Bobby Roode e Dolph Ziggler. Enquanto Corbin executava o "End of Days" em Roode, Ziggler simultaneamente executou um "Zig-Zag" em Corbin para ganhar seu segundo Campeonato dos EUA.
Em seguida, The Usos defendeu o Campeonato de Duplas do SmackDown contra Big E e Kofi Kingston do The New Day, Rusev e Aiden English, e Shelton Benjamin e Chad Gable em uma luta fatal four-way. Ao contrário das tradicionais lutas fatais de quatro equipes, um membro de cada equipe permaneceu no ringue durante toda a partida. A luta terminou quando Jimmy deu dois superkicks em Gable e Jey deu um "Samoan Splash" em Gable para reter os títulos.
Depois disso, Charlotte Flair defendeu o Campeonato Feminino do SmackDown contra Natalya em uma luta lumberjack com The Riott Squad (Ruby Riott, Liv Morgan e Sarah Logan), Naomi, Carmella, Tamina e Lana servindo como lumberjacks. Depois que Charlotte deu um moonsault para fora, derrubando todas as lumberjacks, Carmella tentou sacar sua maleta do Money in the Bank, mas Riott a impediu e as lumberjacks brigaram nas costas. Enquanto Natalya tentava o "Sharpshooter", Flair rebateu no "Figure-Eight Leg Lock" e forçou Natalya a finalizar, assim Charlotte manteve o título. Após a partida, Natalya chateada disse que estava virando as costas para todas.
Mais tarde, os Bludgeon Brothers (Harper e Rowan) enfrentaram Breezango (Fandango e Tyler Breeze). Em uma partida de squash, Harper e Rowan realizaram uma double crucifix powerbomb em Fandango, com Rowan derrotando Fandango para a vitória. Depois, fizeram uma promo dizendo que “foi o fim do começo e o começo do fim”.
Na penúltima partida, Kevin Owens e Sami Zayn defenderam seus empregos contra Randy Orton e Shinsuke Nakamura com o comissário Shane McMahon e o Gerente Geral Daniel Bryan como árbitros convidados especiais. Ao longo da luta, houve confusão entre Shane e Bryan sobre quem deveria marcar os pinfalls até que chegassem a um acordo, cada um reivindicando metades do ringue. Fora do ringue, Owens deu um frog splash em Nakamura através de uma mesa de anunciantes. No clímax, Zayn tentou imobilizar Orton com um roll-up, mas Shane intencionalmente interrompeu a contagem em dois. Bryan e Shane então discutiram, durante o qual Bryan empurrou Shane. Orton tentou um "RKO" em Zayn, que o evitou, e então derrotou Orton com um roll-up. Bryan fez uma contagem rápida para dar a vitória a Owens e Zayn, mantendo assim seus empregos.

### Evento principal
No evento principal, AJ Styles defendeu o Campeonato da WWE contra Jinder Mahal. Styles deu um springboard 450° splash em Mahal, apenas para os Singh Brothers (Samir e Sunil Singh) puxarem Mahal para fora do ringue. Styles executou um "Phenomenal Forearm" em Sunil, que estava fora do ringue, e um "Styles Clash" em Samir no chão. Enquanto Styles tentava outro springboard, Mahal o evitou e executou "Khallas" em Styles para quase cair. No final, Mahal tentou seu próprio "Styles Clash" em Styles, mas Styles bloqueou e forçou Mahal a se submeter ao "Calf Crusher" para manter o título.

## Após o evento
No episódio seguinte do SmackDown, o Gerente Geral Daniel Bryan e o comissário Shane McMahon se confrontaram sobre o polêmico final da luta de duplas no Clash of Champions. Shane disse que parou a contagem de três por causa de suas emoções ao se lembrar de todos os erros que Kevin Owens e Sami Zayn cometeram no SmackDown. Shane então perguntou por que Bryan fez uma contagem rápida. Bryan disse que estava tentando proteger Shane de si mesmo. Bryan disse que se tornou Gerente Geral porque acreditava na visão compartilhada de que o SmackDown era a "terra das oportunidades", e Shane estava tentando tirar isso de Owens e Zayn. Shane disse para ter cuidado, pois Owens e Zayn se voltariam contra ele. Bryan disse que Shane parecia The Authority e queria evitar que Shane se transformasse em seu pai, Vince McMahon. Bryan disse para se despedir se Shane fosse demitir alguém. Shane parou por um momento para processar, disse que confiava em Bryan, desejou-lhe boa sorte com o show e foi embora. O Campeão da WWE AJ Styles então se envolveria nesta rivalidade, resultando em Bryan agendando Styles para defender o Campeonato da WWE contra Owens e Zayn no Royal Rumble em uma partida de handicap 2 contra 1, enquanto Randy Orton e Shinsuke Nakamura anunciaram sua participação na partida Royal Rumble.
Também no episódio seguinte do SmackDown, o novo Campeão dos Estados Unidos Dolph Ziggler fez uma promo abordando os fãs da WWE e sua vitória no campeonato. Clipes das conquistas anteriores e vitórias em campeonatos de Ziggler foram mostrados no TitanTron. Ziggler disse então que o Universo WWE não o merecia. Ele perdeu o título, deixou-o no ringue e foi embora. Na semana seguinte, após tentativas frustradas de contatar Ziggler, o Gerente Geral Daniel Bryan desocupou o Campeonato dos Estados Unidos e anunciou um torneio para coroar um novo campeão, que foi vencido por Bobby Roode, que derrotou Jinder Mahal na final do torneio no episódio de 16 de janeiro de 2018. Outros participantes do torneio incluíram o ex-campeão Baron Corbin, Tye Dillinger, Xavier Woods, Aiden English, Mojo Rawley e Zack Ryder.
No episódio do Raw de 18 de dezembro, a Comissária do Raw Stephanie McMahon anunciou que o Royal Rumble de 2018 apresentaria a primeira luta Royal Rumble feminina. No SmackDown, a Campeã Feminina do SmackDown, Charlotte Flair, primeiro falou sobre sua vitória sobre Natalya no Clash of Champions, depois disse que estaria esperando pela vencedora do Royal Rumble feminino na WrestleMania 34. Naomi apareceu e se tornou a primeira mulher a anunciá-la. participação. Elas foram então interrompidas pelo The Riott Squad. Antes que pudessem anunciar sua participação, Naomi as interrompeu e desafiou duas delas para uma luta de duplas entre ela e Flair. Ruby Riott e Sarah Logan representaram o Riott Squad, mas foram derrotadas.
Na divisão de duplas, Chad Gable e Shelton Benjamin conseguiram uma vitória limpa sobre os Campeões de Duplas do SmackDown The Usos em uma luta sem título. Gable e Benjamin receberam uma luta pelo título de duplas no episódio de 2 de janeiro de 2018 e derrotaram The Usos, porém, Jimmy, que estava imobilizado, não era o homem legal, e a luta foi reiniciada na qual The Usos venceu. Uma revanche foi marcada para o Royal Rumble em uma luta de duas de três quedas.
Também na divisão de duplas, Breezango enfrentou The Bludgeon Brothers em revanche do Clash of Champions que terminou em desqualificação após interferência do The Ascension. Outra revanche aconteceria na semana seguinte, mas os Bludgeon Brothers desmantelaram Breezango e The Ascension.
O Clash of Champions de 2017 seria o único na cronologia do evento a ser exclusivo do SmackDown. Embora o evento não tenha ocorrido em 2018, pois foi substituído pelo Evolution, os pay-per-views exclusivos da marca foram descontinuados após a WrestleMania 34 daquele ano. Clash of Champions foi então reintegrado em 2019 e apresentava as divisões das marcas Raw, SmackDown e 205 Live, embora em 2020, Clash of Champions apenas apresentasse Raw e SmackDown quando 205 Live se fundiu sob o NXT no final de 2019.

## Resultados
| Nº                                          | Resultados | Estipulações | Tempo |
| ------------------------------------------- | --- | --- | ----- |
| Pré- show                                   | Mojo Rawley derrotou Zack Ryder | Luta individual | 6:55  |
| 1                                           | Dolph Ziggler derrotou Baron Corbin (c) e Bobby Roode                                                                                                   | Luta de Trios pelo Campeonato dos Estados Unidos da WWE                                                                                       | 12:45 |
| 2                                           | The Usos (Jey e Jimmy Uso) (c) derrotaram The New Day (Big E e Kofi Kingston) (com Xavier Woods), Chad Gable e Shelton Benjamin e Rusev e Aiden English | Luta de quatro duplas pelo Campeonato de Duplas do SmackDown                                                                                  | 12:00 |
| 3                                           | Charlotte Flair (c) derrotou Natalya | Luta Lumberjacka pelo Campeonato Feminino do SmackDown                                                                                        | 10:35 |
| 4                                           | The Bludgeon Brothers (Harper e Rowan) derrotaram Breezango (Fandango e Tyler Breeze)                                                                   | Luta de Duplas | 1:55  |
| 5                                           | Kevin Owens e Sami Zayn derrotaram Randy Orton e Shinsuke Nakamura                                                                                      | Luta de Duplas com Shane McMahon e Daniel Bryan como os árbitros convidados especiais Se Owens e Zayn perdessem, eles seriam demitidos da WWE | 21:40 |
| 6                                           | AJ Styles (c) derrotou Jinder Mahal (com The Singh Brothers) por submissão                                                                              | Luta individual pelo Campeonato da WWE | 23:00 |
| (c) – Refere-se aos campeões antes da luta. | | |       |

↑a Lumberjacks: Carmella, Lana, Naomi, The Riott Squad (Ruby Riott, Liv Morgan e Sarah Logan) e Tamina